# Kirkfieldbank
Kirkfieldbank är en by i South Lanarkshire i Skottland. Byn är belägen 49,9 km 
från Edinburgh. Orten har 960 invånare (2016).